# LimeWire
LimeWire war ein freier Software-Client für das Gnutella-Netzwerk, welcher in Java programmiert und somit plattformunabhängig war. Das Programm erschien im Mai 2000 und hatte verschiedene Suchkategorien, die sich in Audio-, Bild-, Videodateien, Dokumente (z. B. MS Word, PDF) sowie Computerprogramme einteilen ließen. Es verfügte über einen integrierten Audioplayer und bot viele erweiterte Einstellungen, auch eine Textvervollständigung war vorhanden. Vor dem Herunterladen urheberrechtlich geschützter Inhalte wurde man gewarnt.

## Geschichte
In seinen Ursprüngen war LimeWire eine proprietäre Software, die von Lime Wire LLC erstellt wurde. LimeWire und BearShare waren die beiden führenden Anbieter, die die Entwicklung des Gnutella-Protokolls vorantrieben, nachdem das Gnutella Developers Forum von Clip2s Kelly Truelove gegründet wurde.
LimeWire war in zwei Versionen verfügbar: einer kostenlosen Grundversion und einer erweiterten Version („LimeWire Pro“), die gegen ein Entgelt vertrieben wurde. Wie viele Hersteller von Peer-to-Peer-Software geriet auch Lime Wire LLC, der Markenrechtsinhaber von LimeWire, in juristische Auseinandersetzungen mit der Recording Industry Association of America (RIAA) und war gezwungen, eine Unterlassungserklärung zu unterschreiben. In Zukunft sollte LimeWire also Schutzmechanismen enthalten, die das Filesharing urheberrechtlich geschützter Dateien verhindern sollten. Damit waren mehrere Open-Source-Entwickler aber nicht einverstanden, und so entstand FrostWire. Der Quelltext von LimeWire wurde unter der GNU General Public License veröffentlicht und war auf der Entwicklerseite von LimeWire verfügbar.
Am 26. Oktober 2010 wurde Lime Wire LLC die weitere Verbreitung und Wartung der Software durch ein Gerichtsurteil in den Vereinigten Staaten untersagt. Im Zuge dieser Auseinandersetzung bezifferte die Klägerseite ihre entstandenen Verluste mit 400 Milliarden bis 75 Billionen US-Dollar, was vom Gericht jedoch als „absurd“ zurückgewiesen wurde. Die letzte LimeWire-Version enthielt bereits eine Deaktivierungsfunktion, die nun sowohl den direkten Austausch zwischen Nutzern als auch die allgemeine Benutzung des Programms unmöglich macht. Daraufhin gründeten sich Projekte, die Abspaltungen von LimeWire unabhängig von Lime Wire LLC weiterentwickeln wollen, beispielsweise FrostWire sowie die „LimeWire Pirate Edition“.

## Neuverwendung der Marke
Am 9. März 2022 kündigten die österreichischen Brüder Paul und Julian Zehetmayr an, dass sie den "legendären Namen" LimeWire verwenden werden, um Benutzer für ihre neue, auf Musik ausgerichtete NFT-Plattform zu gewinnen, nachdem sie im Jahr 2021 die Markenzeichen von LimeWire erworben hatten. Sie beabsichtigen, die Plattform Mitte 2022 zu starten, und haben keine Verbindung zum ursprünglichen Team von LimeWire. LimeWire-Gründer Mark Gorton zeigte sich "nicht begeistert" über die Wiederverwendung des Namens LimeWire.